# サルバドール・コントレラス
サルバドール・コントレラス・サンチェス（Salvador Contreras Sánchez、1910年11月10日 - 1982年11月7日）は、メキシコの作曲家。
グアナフアト州クエラマロ出身。幼いときからヴァイオリンを学び、1916年にメキシコシティに移住した。1926年に国立音楽院に入学したが、経済的な理由から学校に行けず、ヴァイオリニストとして活動した。1931年に復学し、カルロス・チャベスに作曲を、シルベストレ・レブエルタスに指揮を学んだ。1932年に音楽院管弦楽団に入り、1934年からはメキシコ交響楽団の第2ヴァイオリン奏者を務めた。
1935年にブラス・ガリンド、ダニエル・アイヤラ・ペレス（英語: Daniel Ayala Pérez）、ホセ・パブロ・モンカーヨとともに近代的なメキシコ音楽を作ることを目的とするメキシコ4人組を結成した。1940年には音楽院管弦楽団の音楽監督に任命された。
作品には管弦楽曲、室内楽曲、ピアノ曲、ギター曲などがある。作風は印象主義音楽から出発し、イーゴリ・ストラヴィンスキーの新古典主義音楽やレブエルタスの国民楽派の影響を経て、最後には十二音技法にたどりついた。

## 文献
- Aurelio Tello: Salvador Contreras. Vida y obra (Colección de estudios musicológicos; 1). Inst. Nac. de Bellas Artes, Mexico, DF 1987, ISBN 968-290718-7